# Gérard Tremblay
Gérard Tremblay (Montréal, 27 oktober 1918 - aldaar, 28 september 2019) was een Canadees bisschop van de Rooms-Katholieke Kerk in de orde van de Sulpicianen.

## Biografie
Tremblay werd in 1946 tot priester gewijd. In 1981 werd hij bisschop gecreëerd. Door paus Johannes Paulus II werd hij in 1981 tot hulpbisschop van Montréal benoemd en titelhoudend bisschop van Trispa. Na 10 jaar ging hij in 1991 met emeritaat.
Anno 2019 behoorde Tremblay tot de oudste bisschoppen ter wereld. Hij werd uiteindelijk bijna 101 jaar oud.